# Provinz Saysomboun
Saysomboun (auch Xaisomboun, Lao: ໄຊສົມບູນ) ist die jüngste Provinz von Laos, gelegen nordöstlich der Hauptstadt Vientiane. Die Einwohnerzahl beträgt 108.000 (Stand: 2020).
Saysomboun wurde am 13. Dezember 2013 aus Teilen der Provinzen Xieng Khouang und Vientiane errichtet und grenzt zudem an die Provinzen Bolikhamsai und Luang Prabang. Saysomboun besteht aus den fünf Distrikten Anouvong, Long Tieng, Long San, Hom und Tha Thom. Die Mehrheit der etwa 85.168 Einwohner sind Hmong. Als erster Gouverneur wurde Sombath Yialiher eingesetzt.

## Geschichte

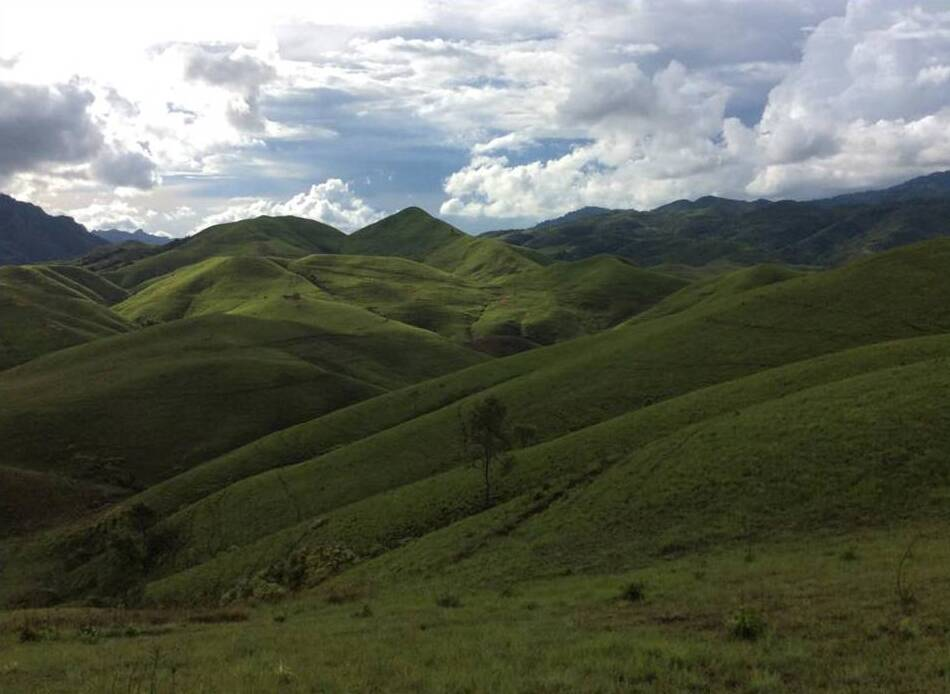
Saysomboun Provinz

Saysomboun wurde 1994 aus militär-strategischen Gründen aus Teilen der Provinzen Vientiane und Xieng Khouang als Gebiet mit Sonderstatus (Lao: khet phiset, ເຂດພິເສດ, Französisch: zone spéciale, Engl.: special zone) gebildet, um die ansässige Bevölkerung besser kontrollieren zu können. Für die Einreise in diese Zone benötigte man eine Sondergenehmigung. Die von der CIA errichtete und vom laotischen Militär weitergenutzte Basis Militärflugplatz Long Tieng befand sich in der Sonderzone.
Die Zone umfasste eine Fläche von 7.105 km²; die Bevölkerungszahl für 2004 wurde auf 70.600 geschätzt. Die Hauptstadt der Zone war Ban Muang Khay. Die Sonderzone bestand ursprünglich aus den folgenden Distrikten:
| Karte | Code       | Distrikt   | Lao |
| ----- | ---------- | ---------- | --- |
|       |            |            |     |
| 18-01 | Anouvong   | ເມືອງອະນຸວົງ  |     |
| 18-02 | Longchaeng | ເມືອງລ້ອງແຈ້ງ |     |
| 18-03 | Longxan    | ເມືອງລ້ອງຊານ |     |
| 18-04 | Hom        | ເມືອງຮົ່ມ     |     |
| 18-05 | Thathom    | ເມືອງທ່າໂທມ  |     |

Mit Wirkung vom 13. Januar 2006 wurde die Sonderzone aufgelöst und die Gebiete wieder den vorherigen Provinzen unterstellt:
- Am 23. September 2004 wurden die Distrikte Hom und Longsane zusammengelegt. Der Distrikt, dessen Name weiterhin Hom lautet, wurde dann der Provinz Vientiane untergeordnet.
- Am 27. Juni 2005 wurden die Distrikte Phun und Xaysomboun zusammengelegt. Der resultierende Distrikt hieß Xaysomboun.
- Am 13. Januar 2006 wurde die Sonderzone aufgelöst. Xaysomboun wurde wieder der Provinz Vientiane untergeordnet, während Thaton der Provinz Xieng Khouang untergeordnet wurde.

Im Dezember 2013 wurde Saysomboun nun als Provinz wiedererrichtet.

## Sonstiges
Internationale Menschenrechtsorganisationen kritisierten das Verhalten des laotischen Militärs gegenüber den dort ansässigen Hmong. Mehrmals soll es zu schweren Menschenrechtsverletzungen gekommen sein.